# 安德烈·施卢普
安德烈·施卢普（法語：André Schlupp，1930年1月14日—2008年5月19日），生于斯特拉斯堡，法国男子篮球运动员。他曾代表法国参加1956年夏季奥运会男子篮球比赛，最终获得第四名。